# Falko Löffler
Falko Löffler (* 30. Januar 1974 in Lauterbach) ist ein deutscher Schriftsteller, Übersetzer, Drehbuchautor und Autor für Computerspiele.

## Leben
Falko Löffler studierte in Marburg Germanistik, Anglistik und Medienwissenschaften und schloss mit einer Magisterarbeit über narrative Strukturen in Computerspielen ab. Er schreibt und übersetzt seit 1996 Romane, Drehbücher und Texte für Computerspiele. Als Autor und Leveldesigner war er beim Videospieleentwickler Neon Studios in Frankfurt angestellt und ist seit 2003 freier Schriftsteller. Er lebt in Ilbeshausen-Hochwaldhausen im Vogelsbergkreis.
Falko Löffler hat an der ZDF-Kriminalserie KDD – Kriminaldauerdienst mitgearbeitet.
Gemeinsam mit Jochen Gebauer betreibt er seit 2018 den Buchpodcast "Kapitel Eins".

## Werke
- Drachenwächter. Die Prophezeiung. Roman, Spreeside Verlag, Berlin 2007. ISBN 978-3-939994-02-2 (auch als Hörbuch, gesprochen von David Nathan, ISBN 978-3-939994-03-9)
- Cademar. Günstling der Magie. Roman, Spreeside Verlag, Berlin 2008. ISBN 978-3-939994-04-6 (auch als Hörbuch, gesprochen von Thomas Nero Wolff, ISBN 978-3-939994-05-3)
- Drachenwächter. Die Jagd. Roman, Spreeside Verlag, Berlin 2009. ISBN 978-3-939994-38-1 (auch als Hörbuch, gesprochen von David Nathan, ISBN 978-3-939994-39-8)
- Im Funkloch. Roman, Deutscher Taschenbuch Verlag, München 2010. ISBN 978-3-423-78244-9
- Ausgewählt. Fantastische Geschichten. Kurzgeschichtensammlung, kindle direct publishing / Createspace, 2013. ISBN 978-1492133087
- Bin ich blöd und fahr in Urlaub? Zuhausebleiben ist der beste Trip. Humor, Goldmann Verlag, München 2014. ISBN 978-3-442-15819-5
- Ich kann da nicht nüchtern hin: Familienfeiern und wie man sie überlebt. Humor, Goldmann Verlag, München 2014. ISBN 978-3-442-15843-0
- Tiefe Saat. Roman, Spreeside Verlag, Berlin 2017. ISBN 978-3-939994-40-4

## Übersetzungen
- Bryan James: LZR-1143: Kontamination. Roman, Amazon Crossing, München 2014.
- D.M. Pulley: Der tote Schlüssel. Roman, Amazon Crossing, München 2016.
- D.M. Pulley: Das begrabene Buch. Roman, Amazon Crossing, München 2017.
- Jen Williams: Das Kupferversprechen. Roman, beBEYOND by Bastei Entertainment, Köln, 2017.
- Tom Bale: Sieh, wie sie fliehen. Roman, Amazon Crossing, München, 2017.
- Tom Bale: Listige Brut. Roman, Amazon Crossing, München, 2018
- D.M. Pulley: Das vierzehnte Opfer. Roman, Amazon Crossing, München, 2018
- D.M. Pulley: Das verlassene Haus. Roman, Amazon Crossing, München, 2019